# Skills Lab

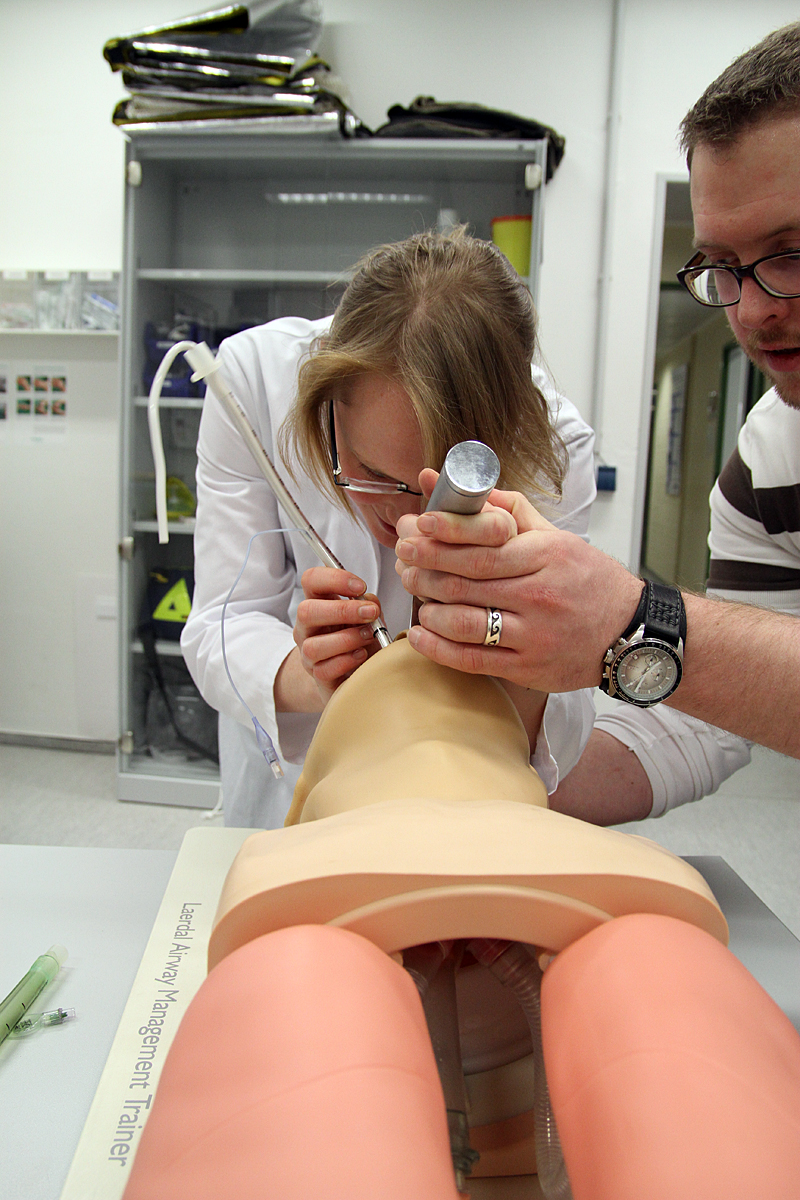
Studentischer Tutor leitet Studentin bei endotrachealer Intubation am Phantom an

Unter einem Skills Lab wird eine zentrale Trainingseinrichtung verstanden, in der spezifische Fertigkeiten und Fähigkeiten praktisch vermittelt werden. Der Begriff Skills Lab kommt aus dem Englischen und setzt sich aus den Wörtern „skill“ (Können, Geschick) und der Abkürzung „lab“ für „laboratory“ (Versuchsraum) zusammen.
Der Erwerb einer professionellen Handlungskompetenz, die sowohl das theoretische und praktische Wissen impliziert, ist das übergeordnete Ziel medizinischer und pflegerischer Ausbildung. Elisabeth Sittner (2011) betont in diesem Zusammenhang, dass „die praktische Ausbildung in der Pflege als gemeinsamer Auftrag von Theorie und Praxis“ zu verstehen sei. Eine Voraussetzung für einen erfolgreichen Theorie-Praxis-Transfer ist nicht nur eine angemessene Wissensvermittlung und Betreuung in der Theorie, sondern dass auch die Rahmenbedingungen in der Praxis den Transfer erlauben müssen, dass das Wissen adäquat vermittelt und die Wissensvermittlung auch durch eine entsprechende Betreuung begleitet wird.

## Entstehungsgeschichte
Im Gesundheitsbereich sind die ersten Skills Labs 1970 in Nordamerika und in den Niederlanden für die ärztliche Ausbildung etabliert worden. Die Anfänge von Simulation in der amerikanischen Pflege beschreibt die International Nursing Association for Clinical Simulation und Learning (INACSL) ebenfalls in den 1970er Jahren. Seit 2005 gibt die benannte Vereinigung die Fachzeitschrift Clinical Simulation in Nursing heraus. In den USA, Australien, Neuseeland, Großbritannien und Skandinavien ist die Simulation von pflegerischen Handlungen Bestandteil von Pflegecurricula (Stand: 2014). Skillstraining und Simulationsverfahren in der Pflege sind in Deutschland bisher wenig etabliert und beschränken sich auf einige Projekte. Im Gegensatz dazu sind Skills Labs im Bereich der Medizin heutzutage deutschlandweit an den medizinischen Fakultäten in verschiedenster Größe und Gestalt vertreten.

## Ziele
Die Intention des Skills Labs ist „die Kluft zwischen Theorie und Praxis, zwischen Denken und Handeln zu minimalisieren“.
Eine Ausbildung im Gesundheitswesen findet in der Regel zentral an zwei Lernorten, dem Lernort Theorie und dem Lernort Praxis, statt. Der Lernort Theorie unterteilt sich noch einmal in den fachtheoretischen und den fachpraktischen Unterricht. Hier sollen die Schüler neben fachtheoretischen Grundlagen zudem praktische Aspekte der Unterrichtsthemen erlernen, um diese Erkenntnisse später in ihr praktisches Handeln zu integrieren. Der Unterricht in fachpraktischen Fächern findet im Regelfall nicht im Klassenraum, sondern in Lehrwerkstätten oder Übungsbüros statt. Die Kluft bedeutet in diesem Zusammenhang, dass für die Lernenden der Schritt vom Üben mit den Mitschülern im fachpraktischen Unterricht zum Behandeln von Patienten in der berufspraktischen Realität sehr groß ist. Das Skills Lab Konzept strebt an, eine Brücke zwischen beiden Lernorten zu schlagen und den Transfer zwischen theoretischem Fachwissen und dem praktischen Handeln zu fördern. Die Lernenden sollen so schrittweise auf die Komplexität der realen berufstypischen Situationen vorbereitet werden. Eine Überforderung oder Fehleinschätzung soll so im Pflegealltag vermieden werden.
In der beruflichen Ausbildung zielt ein Skills Lab zudem darauf ab, dass die Lernenden bereits früh berufliche Handlungskompetenz erwerben und ausbauen. Im Skills Lab können neben Fach- und Methodenkompetenz auch die Personal- und Sozialkompetenz durch die Auseinandersetzung mit Simulationspatienten gefördert werden. Durch Übungs- und Anwendungsaufgaben können diese Kompetenzen und manuelle Fähigkeiten bzw. Fertigkeiten erworben werden.
Vom Simulations-Netzwerk Ausbildung und Training in der Pflege (SimNAT Pflege) werden folgende weitere Ziele festgelegt:
• Ermöglichung der Aneignung von Fertigkeiten und Wissen in einer risikofreien Lernumgebung (sogenannte Skills)
• Verbesserung der Güte pflegerischen Handelns
• Förderung der Patientensicherheit und der eigenen Handlungen.
• Verbesserung des interprofessionellen Lernens
Durch die Integration von realistischen Situationen in die Ausbildung, die in einem Skills Lab nachgestellt werden können, kann die interprofessionelle Zusammenarbeit von Medizinern und Pflegekräften deren Zufriedenheit mit der Arbeit stärken. Zudem kann die Gesundheitsqualität der Patienten verbessert werden.

## Praktischer Einsatz im Medizinstudium
Der stetige Zuwachs von Skills Labs führte dazu, dass die Gesellschaft für Medizinische Ausbildung (GMA-Ausschuss) einen kompetenzbasierten Lernzielkatalog für die praktischen Einsätze im Medizinstudium erstellte. Zu erlernen sind während des Studiums 289 praktische Fertigkeiten, „die in 12 Organsysteme (Atmung, Bewegungsapparat, Blut/ Abwehr, Endokrines System, Gl-Trakt, Harn/ Geschlechterorgane, Haut, Herz-Kreislauf, Nervensystem, Psyche, Sinnesorgane, Wachstum/Altern), 3 Grenzbereiche zu andern Kompetenzbereichen (Grenzbereich Kommunikation, Grenzbereich Notfall, Grenzbereich Soft Skills) und einen Bereich mit Organsystemübergreifenden Fertigkeiten unterteilt wurden“.
Prinzipiell muss zwischen zwei Arten von Angeboten unterschieden werden: Dem freien Üben am Modell und der Teilnahme an geleiteten Kursen. Während im freien Üben bereits erlernte Fähigkeiten vertieft werden können, werden Kurse von speziell geschulten und fachlich qualifizierten studentischen Tutoren oder ärztlichen Dozenten angeboten. Die Teilnehmer können somit neue Fertigkeiten unter Anleitung erlernen.
Angeboten werden so zum Beispiel das Üben essentieller Fähigkeiten wie die Blutentnahme, das Legen einer peripheren Venenverweilkanüle oder Basismaßnahmen der Reanimation, Naht- und Knotentechniken bis hin zu gynäkologischen Untersuchungen. Dabei stehen den Studierenden einerseits realistische Modelle zur Verfügung, an denen physiologischen Befunde zum grundlegenden Vertrautwerden sowie auch häufige Pathologien untersucht und diagnostiziert werden können. Andererseits finden bestimmte Szenarien in Zusammenarbeit mit Simulationspatienten statt, sodass beispielsweise eine Anamnese oder das Überbringen schlechter Nachrichten geübt werden können.
Trainiert wird in Kleingruppen.
Die Kursangebote orientieren sich am Lernzielkatalog, der widerspiegelt, welche Kompetenzen ein Medizinstudent bis zu einem bestimmten Zeitpunkt erworben haben muss. Somit sind neben schriftlichen und mündlichen Prüfungen auch die praktischen Fähigkeiten objektiv von Dozenten einer Universität messbar.

## Besondere Aktionstage
In manchen Skills Labs finden in mehr oder minder regelmäßigen Abständen Sonderaktionen statt. Hierbei wird zum Beispiel eine Nachtschicht im Krankenhausalltag simuliert, in der von abends 21 Uhr bis morgens um 3 Uhr Patientenfälle diskutiert werden, und darin eingebettet Techniken wie Injektion, Sonographie und Wiederbelebung geübt werden.
Auch spezielle Trainingswochen zur Vorbereitung auf Famulatur und Praktisches Jahr können zum Angebot gehören, ebenso wie Sprachtrainings, die auf die Bedürfnisse von Medizinstudenten zugeschnitten sind.

## Skills Lab-Symposium
Jährlich findet ein Treffen von Leitern und Mitarbeitern verschiedener Skills Labs in ganz Deutschland statt, Ausrichter ist der Ausschuss „Praktische Fertigkeiten“ der Gesellschaft für Medizinische Ausbildung in Kooperation mit einem Skills Lab einer Medizinischen Hochschule. Bei den Symposien stehen der wissenschaftliche und praktische Austausch sowie die persönliche Fortbildung im Mittelpunkt, neben verschiedenen Vorträgen und Postersessions finden häufig Workshops statt. Zudem sind die Symposien eine Gelegenheit, neue Kontakte zu knüpfen und die Organisation und Ausstattung anderer Einrichtungen kennenzulernen.

## Pädagogische Einbindung
Da berufliche Bildung auch immer allgemeinbildende Aspekte beinhaltet, sind zur pädagogischen Einbindung von Skills Labs zunächst die klassischen bildungstheoretischen Ansätze von Klafki zu beachten. Klafki sieht in dem emanzipatorischen Ideal eines von drei konstitutiven Merkmalen für die Bildung (vgl. Klafki 2007, S. 52). Durch Bildung kann der Mensch den Verstand nutzen und sich so selbstständig von der Fremdbestimmtheit auf individueller oder gesellschaftlicher Ebene lösen (vgl. Klafki 2007, S. 19). Neben der Selbstbestimmung ist auch die Mitbestimmungsfähigkeit ein grundlegendes Bildungsziel von Klafki. Überdies ist die dritte Grundfähigkeit, die durch Bildung erreicht werden soll, die Solidaritätsfähigkeit (vgl. Klafki 2007, S. 52). Um Bildung zu erreichen, müssen nach Klafki „epochaltypische Schlüsselprobleme“ in den Fokus der Bemühungen gerückt werden (ebd.). Übertragen auf die Nutzung von Skills Lab ist bei der Erstellung der Lernsequenzen also eine besondere Sorgfalt geboten. Für die vielen möglichen Einzelfälle im Pflegekontext muss also ein Einzelfall zum Lernen genutzt werden, der universelle Schlüsselprobleme bündelt (vgl. Rebmann/Schlosser 2019, S. 89). Klafkis Grundsatz der Exemplarität wurde auch von der Pflegedidaktik durch Ingrid Darmann-Finck aufgenommen. Hierbei wird die Wichtigkeit der Auswahl des pflegeberuflichen Schlüsselproblems für die Ausbildung betont (vgl. Darmann 2005, S. 329).
Skills Lab hat aufgrund der verschiedenen Szenarien und der wirklichkeitsgetreuen Umgebung die Möglichkeit, auf unterschiedliche Weise, Lernarrangements anzubieten. Aufgrund der Möglichkeiten, realistische Situationen im Übungsraum darzustellen, bietet sich vor allem das erfahrungsbasierte Lernen an (vgl. Rebmann/Schlosser 2019, S. 88). Als didaktisches Erfahrungsmodell dient beispielsweise das Vier-Phasen-Modell von Kolb.
Bezogen auf das Lernen im Skills Lab könnte dieses folgendermaßen aussehen:
In der ersten Phase stehen die eigenen Erfahrungen der Lernenden, welche sie durch reale Situationen im Übungsraum erleben, im Vordergrund. In der zweiten Phase werden diese Erfahrungen reflektiert. Das Erlebte wird noch einmal vor Augen geführt. In der dritten Phase werden diese Erfahrungen eingeordnet und daraus Konzepte erstellt. Erst durch diesen Schritt werden die aus den Erfahrungen gewonnenen Einsichten zu Wissen. Im vierten Schritt wird das bisher Erlernte und die neu gewonnenen Konzepte in der Praxis oder in weiteren Skills Lab Szenarien umgesetzt (vgl. Breuer 2018, 76f.).
Aber auch das Situationslernen bietet sich als Lernarrangement für das Lernen im Skills Lab an. So wird beispielsweise eine Lernumgebung geschaffen, welche ein Praxiserlebnis widerspiegelt. Durch diese realistische Situation im Skills Lab haben die Lernenden die Möglichkeit, diese Situation durchzuspielen oder nachzuspielen, um somit Lernerfahrungen zu sammeln und sich somit auf den Praxisalltag vorzubereiten (vgl. Rebmann/Schlosser 2019, S. 88).
Grundsätzlich sollte die Leistungsbewertung im Skills Lab mithilfe des in den allgemein- und berufsbildenden Institutionen üblichen Notensystems von sehr gut bis ungenügend vorgenommen werden, da dieses Notensystem auch in der zukünftigen Ausbildungs- und Prüfungsverordnung für Pflegeberufe Einzug halten wird (vgl. Schlosser/Rebmann 2019, S. 79). Die Leistungsbewertung im Skills Lab sollte zudem kompetenzorientiert erfolgen, sodass sie dem übergeordneten Ziel beruflicher Bildung – dem Erwerb beruflicher Handlungskompetenz – entspricht (vgl. Schlosser/Rebmann 2019, ). Dazu müssen für die entsprechende Lehr- und Lernsequenz im Skills Lab zu erreichenden Kompetenzen, sogenannte Learning Outcomes, formuliert und den Auszubildenden gegenüber transparent gemacht werden (vgl. Schlosser/Rebmann 2009, S. 79f.). Die Überprüfung der Learning-Outcomes wird anhand eines Beobachtungsbogens vorgenommen, dessen einzelne Items den Kompetenzdimensionen Fach-, Selbst- und Sozialkompetenz zugeordnet werden (vgl. Schlosser/Rebmann 2019, S. 82). Hierbei gilt es zu beachten, dass manche Outcomes während des gesamten Szenarios zu beobachten sind, andere jedoch nur mit bestimmten Situationen oder Handlungsabläufen zusammenhängen (vgl. Schlosser/Rebmann 2019, S. 82f.). Außerdem ist es wichtig, dass dem Prüfling, und allen nachfolgenden Prüflingen, das Prüfungsszenario bis auf die eigene Rolle unbekannt ist, um Bewertungsverzerrungen zu vermeiden (vgl. Schlosser/Rebmann 2019, S. 82).
Momentan existiert keine gesetzliche Verpflichtung zum Einsatz von Skills Labs in der Ausbildung (vgl. Rebmann/Schlosser 2019, S. 88). Pädagogische Einrichtungen der pflegerischen Ausbildung können die curriculare Verankerung des Unterrichts (§ 2, Abs. 3 PflAPrV) unter Einbezug des geltenden Rahmenlehrplans (§ 51, Abs. 3 PflAPrV) frei entscheiden. Das gilt auch für den Einsatz von Skills Labs (vgl. Rebmann/ Schlosser 2019, S. 88). Forderungen für eine verpflichtende Implementierung von Skills Labs an Pflegeschulen zur Kompetenzförderung existieren, beispielsweise geäußert von der Deutschen Gesellschaft für Pflegewissenschaft (vgl. 2015, S. 2). Diskutiert wird der Einsatz vor dem Hintergrund des Erwerbs beruflicher Handlungskompetenz (vgl. Rebmann/Schlosser 2019, S. 88 ff.), die das übergeordnete Ziel der pflegerischen Ausbildung darstellt (vgl. Niedersächsisches Kultusministerium 2003, S. 3).

## Verbreitung in Deutschland
| Hochschule                                           | Ort                      | Bundesland             | Bezeichnung | Eröffnung   |
| ---------------------------------------------------- | ------------------------ | ---------------------- | --- | ----------- |
| Rheinisch-Westfälische Technische Hochschule         | Aachen                   | Nordrhein-Westfalen    | AIXTRA – Aachener interdisziplinäres Trainingszentrum für medizinische Ausbildung                                                            | 2005        |
| Charité - Universitätsmedizin Berlin                 | Berlin                   | Berlin                 | Lernzentrum der Charité | 1999        |
| Ruhr-Universität Bochum                              | Bochum                   | Nordrhein-Westfalen    | | 2010        |
| Rheinische Friedrich-Wilhelms-Universität Bonn       | Bonn                     | Nordrhein-Westfalen    | SkillsLab Bonn | 2008        |
| Technische Universität Dresden                       | Dresden                  | Sachsen                | MITZ – Medizinisches Interprofessionelles Trainingszentrum                                                                                   | ??          |
| Heinrich-Heine-Universität Düsseldorf                | Düsseldorf               | Nordrhein-Westfalen    | TräF – Trainingszentrum für ärztliche Fertigkeiten                                                                                           | ??          |
| Friedrich-Alexander-Universität Erlangen-Nürnberg    | Erlangen                 | Bayern                 | Skills Lab PERLE/SimPatik | 2005        |
| Universität Duisburg-Essen                           | Essen                    | Nordrhein-Westfalen    | SkillsLab Essen | 2005        |
| Johann-Wolfgang-Goethe-Universität Frankfurt am Main | Frankfurt am Main        | Hessen                 | Lernstudio FINeST | 2001 ???    |
| Albert-Ludwigs-Universität Freiburg                  | Freiburg im Breisgau     | Baden-Württemberg      | StudiTZ – Studierenden Trainingszentrum | 2008        |
| Justus-Liebig-Universität Gießen                     | Gießen                   | Hessen                 | GRIPS und GiSIM | 2009 / 2010 |
| Georg-August-Universität Göttingen                   | Göttingen                | Niedersachsen          | STÄPS – Studentisches Trainingszentrum Ärztlicher Praxis und Simulation, SINUZ – Studentisches Innovations- und Trainingszentrum Zahnmedizin | 2009 ?      |
| Ernst-Moritz-Arndt-Universität Greifswald            | Greifswald               | Mecklenburg-Vorpommern | Lernstudio Greifswald | 2005        |
| Martin-Luther-Universität Halle-Wittenberg           | Halle                    | Sachsen-Anhalt         | DELH, Dorothea-Erxleben-Lernzentrum Halle | 2010        |
| Universität Hamburg                                  | Hamburg                  | Hamburg                | MediTreFF – Medizinische Trainingszentrum eigener Fähigkeiten und Fertigkeiten                                                               | 2004        |
| Medizinische Hochschule Hannover                     | Hannover                 | Niedersachsen          | SkilLaH | 2011        |
| Stiftung Tierärztliche Hochschule Hannover           | Hannover                 | Niedersachsen          | Clinical Skills Lab | 2012        |
| Ruprecht-Karls-Universität Heidelberg                | Heidelberg               | Baden-Württemberg      | Interdisziplinäres Longitudinales Skills-Lab                                                                                                 | 2007        |
| Ruprecht-Karls-Universität Heidelberg                | Mannheim                 | Baden-Württemberg      | Interdisziplinäres Skills-Lab, seit 2008 Lernkrankenhaus TheSiMa                                                                             | 2000 / 2008 |
| Friedrich-Schiller-Universität Jena                  | Jena                     | Thüringen              | | 2010        |
| Christian-Albrechts-Universität zu Kiel              | Kiel                     | Schleswig-Holstein     | KiMed | 2007        |
| Universität zu Köln                                  | Köln                     | Nordrhein-Westfalen    | KISS – Kölner interprofessionelles Skills Lab und Simulationszentrum                                                                         | 2003        |
| Universität Leipzig                                  | Leipzig                  | Sachsen                | Lernklinik | 2010        |
| Universität zu Lübeck                                | Lübeck                   | Schleswig-Holstein     | TÜFTL – Trainings- und Übungszentrum für ärztliche Fertigkeiten und Techniken Lübeck                                                         | 2010        |
| Otto-von-Guericke-Universität Magdeburg              | Magdeburg                | Sachsen-Anhalt         | MAMBA – Magdeburger Ausbildungszentrum für Medizinische Basisfertigkeiten                                                                    | 2009        |
| Johannes Gutenberg-Universität Mainz                 | Mainz                    | Rheinland-Pfalz        | | 2003        |
| Philipps-Universität Marburg                         | Marburg                  | Hessen                 | MARIS – Marburger Interdisziplinäres Skills Lab                                                                                              | 2008        |
| Ludwig-Maximilians-Universität München               | München                  | Bayern                 | ZeUS – Zentren für Unterricht und Studium an den Standorten Innenstadt, Großhadern, Poliklinik (inkl. Lehr- und Simulationsklinik)           | 2007, 2010  |
| Westfälische Wilhelms-Universität                    | Münster                  | Nordrhein-Westfalen    | Studienhospital Münster | 2007        |
| Fachhochschule Münster                               | Münster                  | Nordrhein-Westfalen    | Fachbereich Gesundheit | 2014        |
| Medizinische Hochschule Brandenburg                  | Neuruppin                | Brandenburg            | LuK (Lern- und Kommunikationszentrum) | 2015        |
| Medizinische Hochschule Brandenburg                  | Brandenburg an der Havel | Brandenburg            | BLiTZ (Brandenburger Lern- und interdisziplinäres Trainingszentrum)                                                                          | 2017        |
| Carl von Ossietzky Universität Oldenburg             | Oldenburg (Oldb)         | Niedersachsen          | KTZ Oldenburg | 2015        |
| Universität Regensburg                               | Regensburg               | Bayern                 | StATUR | ??          |
| Universität Rostock                                  | Rostock                  | Mecklenburg-Vorpommern | Raski Rostock | 2009        |
| Universität des Saarlandes                           | Homburg                  | Saarland               | Central Learning Lab | 2008        |
| Eberhard Karls Universität Tübingen                  | Tübingen                 | Baden-Württemberg      | DocLab | 2011        |
| Universität Ulm                                      | Ulm                      | Baden-Württemberg      | | 2007        |
| Julius-Maximilians-Universität Würzburg              | Würzburg                 | Bayern                 | Lehrklinik | 2004        |
| Universität Osnabrück                                | Osnabrück                | Niedersachsen          | ILTHOS – Interprofessional lab of teaching and learning for health and human services - Osnabrück                                            | 2016        |

*Stand: Januar 2020

## Verbreitung in der Schweiz
| Standort               | Ort    | Kanton      | Skills Lab                                                       | Eröffnung |
| ---------------------- | ------ | ----------- | ---------------------------------------------------------------- | --------- |
| Universität Basel      | Basel  | Basel-Stadt | Clinical Skills Lab                                              | 2011      |
| Universität Bern       | Bern   | Bern        | Berner Interdisziplinäres Skills- und Simulationspersonenzentrum | 2011      |
| Luzerner Kantonsspital | Luzern | Luzern      | ja, ausschließlich mit Humanpräparaten                           | 2017      |

## Verbreitung in Österreich
| Hochschule                         | Ort       | Bezeichnung            | Eröffnung |
| ---------------------------------- | --------- | ---------------------- | --------- |
| MedUni Wien                        | Wien      | Skills Lab Sonographie | 2014      |
| Medizinische Universität Innsbruck | Innsbruck | Skills Lab ILTIS       | 2014      |
| Medizinische Universität Graz      | Graz      | Clinical Skills Center | 2002?     |
| Universität Salzburg               | Salzburg  | CRCS                   | ?         |
| FH JOANNEUM                        | Graz      | Skills Lab Logopädie   | 2023      |

## Skills Lab in der Pflege, Ausstattung und Aufbau
Der Aufbau des Labors richtet sich nach dem zum jeweiligen Simulationsszenario gehörenden Aufbauplan. Ziel des Raumes ist, den pädagogischen Auftrag und Bildungsprozess durch besondere Einrichtung und Ausstattung zu unterstützen. Für die Durchführung einer Simulation kann eine Kamera mit Stativ zur Aufzeichnung genutzt werden. In einigen Institutionen ist eine zusätzliche Video- und Bildschirmtechnik vorhanden, um die Aufzeichnungen in andere Räumlichkeiten übertragen zu können Weiterhin kann Material zum Schminken, zum Beispiel zur Darstellung von Wunden oder Ähnlichem, verwendet werden, um den Simulationspatienten vorzubereiten. Zur Ausstattung gehören verschiedenste Requisiten, die zur Simulation des jeweiligen Szenarios benötigt werden. Je nach Simulationsszenario wird gegebenenfalls ein Simulationsphantom benötigt, zum Beispiel zur Wahrung der Intimsphäre der pflegebedürftigen Person. In der HAW Hamburg ist das Skills Lab unter anderem mit sprechenden Simulationsphantomen ausgestattet. Lehrende übernehmen das Sprechen der Phantome vom Regieraum aus; dies ermöglicht, dass auch schwierige Lernsituationen simuliert werden können. Ebenfalls gehören technische Geräte wie Heimbeatmungsmaschinen zur Ausstattung.
Beispielhafte Ausstattung eines Skills Labs:
• Pflegeschränke
• Waschbecken
• Pflegebett(-en)
• Nachtschrank
• Pflegewagen (Pflegewagen mit diversen Pflegeutensilien)
• Infusionsständer
• Paravent
• mobiler Patientenschrank
• Funktionsleisten mit Patientenrufanlage und Sauerstoffanschluss
• Simulationsdefibrillator
• Nachtstuhl
• Babypuppe
• Simulationsarm (zur Blutentnahme)
• Reanimationstorso
• Simulationsphantom mit Ergänzungsteilen
• ggf. Stühle und ein Tisch
• diverse Lagerungshilfsmittel
• Erste-Hilfe-Ausstattung
• ggf. Leihgeräte aus dem jeweiligen Pflegebereich
• Weiteres für den Pflegekontext typisches Übungs- und Demonstrationsmaterial
• Dokumentationsformulare

## Internationaler Vergleich
Der Wandel in der Versorgung und Pflege – weg von krankheitsorientiertem Handeln, hin zu patientenorientiertem Handeln – führte zu veränderten Bedingungen, auf die die beteiligten Akteure im Gesundheitswesen reagieren mussten. Diese Veränderung stellt die Akteure vor die Herausforderung, dass neue Fähig- und Fertigkeiten erlernt werden mussten. Die geschilderte Verschiebung führte dazu, dass Simulationen und im Anschluss auch die Anwendung von Skills Labs an Bedeutung gewannen.
Der allgemeine Trend und das Ansehen von Skills Labs wurden dadurch gefördert, dass deutlich wurde, dass die Arbeit mit bzw. an realen Patienten zunehmend ungeeigneter erschien und es sich schwierig gestaltete, geeignete Patienten für praktische Übungen Auszubildender und Berufseinsteigern zu finden.
Die ausgeführten Gründe führten im Jahre 1975 dazu, dass das erste Skills Lab an der Fakultät Health, Medicine and Life Sciences (FHML) der Universität Maastricht eröffnet wurde. Die niederländische Universität umschreibt die Entwicklung als besonders notwendig, da Unzufriedenheit der Studenten mit der traditionellen Unterrichtsform aufkam. Durch das Skills Lab wurde den Studenten die Möglichkeit geboten, mit unterschiedlichen Problemen konfrontiert zu werden und selbstständig die Herausforderungen zu bewältigen, damit Problemlösungskompetenzen entwickelt werden konnten.
Die (Kranken-)Pflege-Fakultät der Drexel-Universität in Philadelphia im US-Bundesstaat Pennsylvania verankerte 2002 die Ausbildung mit und an Simulationspatienten im Curriculum. Der Erfolg dieser Ergänzung führte dazu, dass kurze Zeit später ein Skills Lab unter der Bezeichnung „digital-video standardized patient laboratory“ errichtet wurde. Auf über 200 Quadratmetern wurde Raum für Simulationen geschaffen. Unter anderem konnten hier in einem sicheren Umfeld Gruppen- und Familientherapien, Ethik-Sitzungen, Entbindungen und die Beobachtung von schweren Erkrankungen mithilfe von Computern simuliert und geübt werden.
In den USA gelten Skills Labs im Jahr 2019 als konstanter Teil der Pflegeausbildungen und dienen hier nicht nur der Ausbildung von Pflegepersonal, sondern werden auch für die Aus- und Weiterbildung von Teams aus anderen Bereichen des Gesundheitssektors genutzt, beispielsweise der Medizin, Physiotherapie oder Ergotherapie. Ziel ist hier die Förderung der Multiprofessionalität in den Gesundheitsberufen.
Eine Veränderung der Aus- und Weiterbildungen im Pflegewesen ist auch im westafrikanischen Staat Ghana zu verzeichnen. Im Jahr 2014 kam eine, durch das Maternal Child Survival Programm (MCSP) initiierte, Untersuchung des Pflege- und Hebammenwesens in Ghana zu dem Ergebnis, dass die Schulungszentren unzureichend mit anatomischen Modellen und Skills Labs, welche für die Ausbildung als zentral angesehen werden, ausgestattet sind. Um die Ausbildungsqualität und Sicherheit für die Pflege und Behandlung gewährleisten zu können, wurde ein umfangreiches Programm entwickelt, welches eine mehrschrittige Implementation der Skills Labs sowie eine fachgerechte Ausbildung von 330 sogenannten Skills Labs-Tutoren vorsah. Anschließende Untersuchungen zeigen, dass die Implementation noch nicht in ausreichender Weise erfolgt ist, was daran deutlich wird, dass die Skills Labs vergleichsweise selten und unregelmäßig genutzt werden, einige Tutoren den Umgang mit Modellen und Simulationen nicht sicher beherrschen oder Materialien und Modelle nicht in ausreichender Anzahl zur Verfügung stehen. Statistische Untersuchungen zeigen gleichzeitig, dass sich seit der Einführung der
Skills Labs an den Schulungszentren die Zahl der erfolgreichen Ausbildungsabschlüsse um 35 Prozent erhöht hat und die Absolventen besser auf die Ansprüche des realen Arbeitsalltags vorbereitet sind. Seit 2019 wird weiter an einer flächendeckenden Verbreitung der Skills Labs in Ghana sowie weiteren afrikanischen Staaten gearbeitet. Ferner wird eine Verbesserung der Ausbildung der Tutoren und eine Eingliederung des Skills Labs in curriculare Vorgaben angestrebt.
Skills Labs sind in vielen europäischen Ländern, darunter die Niederlande, England, Irland und die Schweiz, fast flächendeckend in die Vorgaben der Pflegeausbildungen integriert.
Studien kommen zu dem Ergebnis, dass sich die Räumlichkeiten dabei stark in der Größe und der Ausstattung unterscheiden, was dazu führt, dass im internationalen Vergleich nur bedingt von einer einheitlichen Begriffsdefinition gesprochen werden kann.
Der Einsatz von Skills Labs in der Pflegeausbildung ist in Deutschland angekommen, kann im Vergleich mit internationalen Ergebnissen und Standards aber nicht als flächendeckend implementiert bezeichnet werden. Ein entscheidender Grund hierfür ist das deutsche Ausbildungssystem, welches im Gegensatz zu vielen anderen Ländern nicht akademisch angesiedelt ist und sich damit in entscheidenden Punkten, beispielsweise der Finanzierung, dem systematischen Aufbau und der Personaldichte, von internationalen Bedingungen unterscheidet.
Dass ein großes Interesse an Verbreitung und Weiterentwicklung von Skills Labs besteht, zeigen Bestrebungen, die den nationalen und internationalen Austausch in den Fokus setzen. Insbesondere Symposien zum Thema finden hier seit etwa Mitte der 2000er Jahre Einzug in das Pflege- und Forschungswesen. Im Jahr 2007 fand das erste Skills Lab Symposium der D-A-CH-Region statt und wurde vom Trainingszentrum für ärztliche Fertigkeiten (TÄF) der Charité – Universitätsmedizin Berlin ausgerichtet. Diesem folgten jährlich weitere Symposien in Wien (2007), Köln (2008), Aachen (2009), Münster (2010), Würzburg (2011), Marburg (2012), Göttingen (2013), Bern (2014), Halle und Leipzig (2015), Essen (2016), Erlangen (2017), Maribor (2018) und Neuruppin und Brandenburg (2019). Ziel dieser Symposien ist es, die vorhandenen Skills Labs der jeweiligen Ausrichtungsorte zu besichtigen und sich über die Methoden und Möglichkeiten dieser Einrichtungen auszutauschen sowie Erfahrungen für neue oder geplante Skills
Labs zugänglich zu machen. Als Zielgruppen werden Fakultäten, Mitarbeiter und Studierende fokussiert, die ein Skills Lab betreiben, oder solche, die noch kein eigenes Skills Lab besitzen, sich aber dafür interessieren.
Während sich die ersten Treffen des Skills Lab Symposium vor allem auf die D-A-CH-Region, also Deutschland, Österreich und die Schweiz, konzentrierten und der thematische Schwerpunkt auf Krankenhäuser und deren Personal ausgerichtet war, wurde das 9. Symposium im Jahr 2014 das erste Mal international und interprofessionell in Bern ausgetragen. Beim 10. Internationalen SkillsLab Symposium (ISLS) 2015 in Halle und Leipzig waren neben den humanmedizinisch orientierten Beiträgen somit auch Beiträge zur Tiermedizin, zur Ergotherapie und Physiotherapie sowie zur Pflege zu finden.
Nachdem die Symposien bis 2017 in der D-A-CH-Region stattfanden, wurde das 13. Internationale Skills Lab Symposium 2018 erstmals außerhalb dieser Region in Maribor (Slowenien) ausgetragen. Ein Jahr später nahmen am 14. Internationalen Skills Lab Symposium weiterhin Teilnehmer aus Ungarn teil.
Internationalität wird vor allem durch die (Haupt-)Redner und Gestalter der Poster und Workshops erreicht, die in den vergangenen Jahren unter anderem aus Deutschland, Österreich, den Niederlanden, der Schweiz, Australien, Slowenien, der USA, Großbritannien, Schweden und Irland kamen. Durch die Internationalen Skills Lab Symposien ist somit ein ständiger internationaler und interdisziplinärer Austausch zwischen verschiedenen Einrichtungen mit Skills Lab möglich, welcher die Weiterentwicklung der Skills Labs auch auf nationaler Ebene fördert.
Das 15. Internationale Skills Lab Symposium fand vom 27. März bis 28. März 2020 an der Karl Landsteiner Privatuniversität für Gesundheitswissenschaften in Krems an der Donau (Österreich) statt.